# Гері Кент
Гері Кент (7 червня 1933 — 25 травня 2023) — американський кінорежисер, актор і каскадер, відомий своєю появою у різних незалежних, ґрайндгаусних й експлуатаційних фільмах. Уродженець Вашингтона, Кент навчався у Вашингтонському університеті. Він дебютував у фільмі «Бойове полум'я» (1959) і зіграв ролі у кількох інших малобюджетних кінострічках 1960-х років, зокрема «Чорний клановець» (1966) і фільм про байкерів «Дика сімка» (1968). Він також працював дублером Брюса Дерна у фільмі «Псих виходить» (1969).
Кент і його каскадерський досвід стали натхненням для персонажа Кліффа Бута, якого зіграв Бред Пітт у фільмі Квентіна Тарантіно «Одного разу в… Голлівуді» (2019).

## Біографія

### Ранні роки
Кент народився на пшеничному ранчо в Волла-Волла, штат Вашингтон, у сім'ї Артура Е. і Іоли Кент. Він закінчив середню школу у Рентоні, штат Вашингтон, передмісті Сіетла, і навчався в Університеті Вашингтону, де вивчав журналістику, грав у футбол і стрибав з жердиною у легкоатлетичній команді. Після коледжу він вступив до військово-морського авіаційного корпусу, де займався рекламою для елітної льотної групи ВМС «Блакитні ангели».

### Кар'єра
У 1959 році Кент переїхав до Голлівуду та працював переважно в експлуатаційному кіно. Він знімався, працював над трюками та керував діями у режисерів Річарда Раша, Монте Геллмана, Ела Адамсона, Дона Джонса, Рея Денніса Стеклера, Пітера Богдановича та Браяна Де Пальми. Він виконував телевізійні трюки та зіграв у серіалах «Зелений Шершень», «Агенти U.N.C.L.E.» і «Деніел Бун» на NBC із Фессом Паркером у головній ролі. Серед фільмів, які він зняв, були «Піраміда» (1975) і «Друзі на чорний день» (1983). Кент дублював Джека Ніколсона у трюках у фільмах Річарда Раша «Ангели пекла на колесах», «Дика сімка» та «Псих виходить», а також виконав свої перші трюки у фільмах Ніколсона 1966 року «Втеча в нікуди» та «Перестрілка», які знімались одночасно у Канабі, Юта під керівництвом Монте Геллмана.
У своїх мемуарах 2009 року «Тіні та світло» Кент писав про «незаконний» кінематограф, спрямований на порушення табу та бар'єрів у кіно. У книзі він розповідає про стрілянину на ранчо Спана, коли там перебував Чарльз Менсон і його послідовники. 2003 року він припинив займатися каскадерською діяльністю після нещасного випадку у фільмі Дона Коскареллі «Бабба Хо-Теп», у якому Кент координував роботу каскадерів, але продовжував зніматися в незалежних фільмах.

### Пізні роки
Станом на 2018 рік Кент проживав в Остіні, штат Техас. Кент став темою документального фільму «Danger God», що вийшов на DVD 2019 року. Кент і його кар'єра каскадера у Голлівуді (зокрема, його досвід роботи на ранчо Спан Ранч, коли там проживала сім'я Менсона) послужили натхненням для персонажа Кліффа Бута (його грав Бред Пітт) у фільмі Квентіна Тарантіно «Одного разу в… Голлівуді» (2019).
Кент помер в Остіні 25 травня 2023 року у віці 89 років.

## Фільмографія
| Рік  |   | Українська назва                    | Оригінальна назва         | Роль                        |
| ---- | - | ----------------------------------- | ------------------------- | --------------------------- |
| 1959 | ф | Бойове полум'я                      | Battle Flame              | Гілкріст                    |
| 1964 | ф | Вбивці гострих відчуттів            | The Thrill Killers        | Френк                       |
| 1966 | ф | Чорний кланівець                    | The Black Klansman        | Вілкінс                     |
| 1966 | ф | Втеча в нікуди                      | Ride in the Whirlwind     | каскадер                    |
| 1966 | ф | Стрілянина                          | The Shooting              | каскадер                    |
| 1967 | ф | Ангели пекла на колесах             | Hells Angels on Wheels    | бородач, також каскадер     |
| 1968 | ф | Псих виходить                       | Psych-Out                 | ватажок, також каскадер     |
| 1968 | ф | Дика сімка                          | The Savage Seven          | Лансфорд                    |
| 1968 | ф | Цілі                                | Targets                   | робітник                    |
| 1968 | ф | Чоловік на ім'я Кинджал             | A Man Called Dagger       | каскадер                    |
| 1969 | ф | Один мільйон AC/DC                  | One Million AC/DC         | Олаф                        |
| 1969 | ф | Могутній Горга                      | The Mighty Gorga          | Арнольд                     |
| 1969 | ф | Садисти Сатани                      | Satan's Sadists           | Джонні                      |
| 1969 | ф | Лихоманка тіла                      | Body Fever                | Френкі                      |
| 1970 | ф | Пекельні криваві дияволи            | Hell's Bloody Devils      | найманий вбивця             |
| 1971 | ф | Неймовірна двоголова трансплантація | Surgeon                   | мотоцикліст, також каскадер |
| 1971 | ф | Повернення графа Йорги              | The Return of Count Yorga | каскадер                    |
| 1971 | ф | Дракула проти Франкенштайна         | Dracula vs. Frankenstein  | Боб                         |
| 1972 | ф | Дикі жінки ангелів                  | Angels' Wild Women        |                             |
| 1973 | ф | Школярки в кайданах                 | Schoolgirls in Chains     | Френк                       |
| 1974 | ф |                                     | Freebie and the Bean      | фельдшер, також каскадер    |
| 1982 | ф | The Forest                          | Ліс                       | Джон                        |
| 1983 | ф | Загублений                          | Lost                      | Джек                        |
| 1988 | ф | Смертельна гонитва                  | Lethal Pursuit            | Буд                         |
| 1994 | ф | Колір ночі                          | Color of Night            |                             |
| 1996 | ф | Ріг вулиці Правосуддя               | Street Corner Justice     | монсеньйор Роуен            |
| 2002 | ф | Бабба Хо-Теп                        | Bubba Ho-Tep              | каскадер                    |